# Eupithecia kurdica
Eupithecia kurdica là một loài bướm đêm trong họ Geometridae.